# Tal der Ahnungslosen

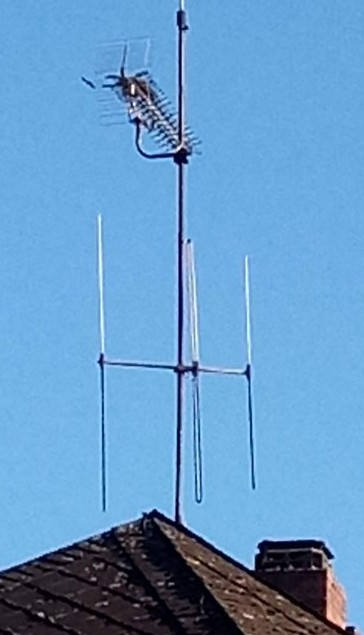
3-Elemente-Ochsenkopfantenne [industrielle Ausführung] (darüber: UHF-Antenne)

Tal der Ahnungslosen lautete der sarkastische DDR-Ausdruck für solche Gebiete, in denen Westfernsehen und der westliche UKW-Rundfunk nur schwer oder gar nicht zu empfangen waren. Ursprünglich wurde damit das Dresdner Elbtal bezeichnet, sukzessive weitete sich dieser Begriff auch auf jene Gebiete aus, in denen dies ebenfalls der Fall war. Das galt daneben für den Raum um Greifswald im Nordosten der DDR und vor allem die östlichen Teile des Bezirkes Dresden, in denen der Empfang ebenso wie im Elbtal nur mit großem Aufwand terrestrisch erfolgen konnte.
Die Bewohner dieser Gebiete galten in der DDR als schlecht informiert, weil sie nur über freie Informationen der Lang-,  Mittel- und Kurzwellensender sowie der zensierten DDR-Medien verfügen konnten: Das betraf etwa 15 % der Bevölkerung der DDR.

## Ausmaß des Gebiets

Darstellung der ungefähren Reichweite des terrestrischen ARD-Fernsehprogramms in das Gebiet der DDR mit Senderstandorten

Der Begriff wird meistens mit dem Dresdner Elbtalkessel gleichgesetzt, zudem wurde – ebenfalls satirisch – die Abkürzung ARD als „Außer Raum Dresden“ oder „Außer Rügen und Dresden“ interpretiert. Tatsächlich umfasste das „Tal der Ahnungslosen“ nicht nur das Dresdner Elbtal, sondern auch den östlichen Teil des damaligen Bezirks Dresden (insbesondere auch Teile der Oberlausitz) und Vorpommerns. Alle anderen Gebiete der DDR lagen entweder im Einzugsbereich der Senderstandorte Westdeutschlands oder West-Berlins. 
Auch im übrigen Gebiet der DDR gab es vereinzelt Stellen, wo aufgrund der Gelände-Formation der Empfang von Westfernsehen nicht möglich war. Meist beteiligten sich die Anwohner dieser Stellen an benachbarten Antennengemeinschaften, um Westfernsehen empfangen zu können.

## Auswirkungen
Eine Studie (Kern und Hainmueller, 2009) kam durch Auswertung von Unterlagen der DDR-Staatssicherheit zu dem Ergebnis, dass die Bevölkerung in den Gebieten ohne Empfang des Westfernsehens und -rundfunks weniger zufrieden mit dem politischen System war als in Gebieten mit diesen Medien, was sich unter anderem in einer höheren Zahl von Ausreiseanträgen niederschlug. Die Autoren führen dies darauf zurück, dass die westlichen Medien vor allem als Unterhaltungsquelle genutzt wurden (medialer Eskapismus), nicht aber, um das DDR-Regime zu hinterfragen. Die virtuelle Emigration senkte offenbar den Leidensdruck und stabilisierte dadurch das SED-Regime. Eine andere Hypothese besagt, dass die Unzufriedenheit die Folge eines wegen Mangels an verlässlichen Nachrichten idealisierten BRD-Bildes war. Kern und Hainmueller finden dafür ebenfalls Evidenz, die jedoch keine statistische Signifikanz erreicht, sodass sie zu dem Schluss kommen, das Phänomen sei hauptsächlich auf den Unterhaltungswert des Westfernsehens zurückzuführen.
Eine andere Studie (Bönisch und Hyll, 2015) fand im „Tal der Ahnungslosen“ eine höhere Geburtenrate, was die Autoren darauf zurückführen, dass im Westfernsehen kleinere Familien gezeigt wurden.

## Heutiger Sprachgebrauch
Der satirische Begriff wird auch für Gemeinden oder Gebiete Deutschlands mit schlechtem Mobilfunkempfang oder fehlenden bzw. nur schlecht ausgebauten Breitband-Internetzugängen in Anspielung verwendet.